# Clitoris
Clitorisul (din latină: clitoris, derivat din limba greacă antică: κλειτορίς - „movilă”, „deal mic”; pop.: lindic, din latină: landica - „ascuns”) reprezintă organul erectil feminin, considerat „centrul plăcerii sexuale al femeii”.
Clitorisul este definit ca un organ impar, situat în partea antero-superioară a vulvei, cu două ramificații interne, pe părțile laterale ale vaginului. Are o lungime sumară de aproximativ 10 cm, dar la suprafață apare doar ca un butonaș mic, de mărimea unui bob, amplasat deasupra meatului uretrei, între formațiunile labiale, sub muntele pubic.
Clitorisul este alcătuit din partea superficială: gland; și partea internă sau profundă: corp și rădăcină. Împreună cu bulbii clitoridieni formează aparatul erectil feminin.
Glandul feminin, partea vizibilă a clitorisului, este acoperit de prelungiri tegumentară ale labiilor mici, numită prepuț (glugă), similară prepuțului penian masculin.
Clitorisul reprezintă cea mai sensibilă regiune erogenă (susceptibilă de a produce excitații sexuale) ale femeii, precum și determinantul central al plăcerii sexuale. În rezultatul stimulării sexuale, clitorisul este capabil de erecție și de producere a orgasmului.
Dimensiunea și sensibilitatea clitorisului prezintă variații individuale, fiind subiectul unor dezbateri sociologice, sexologice și medicale.

## Etimologie

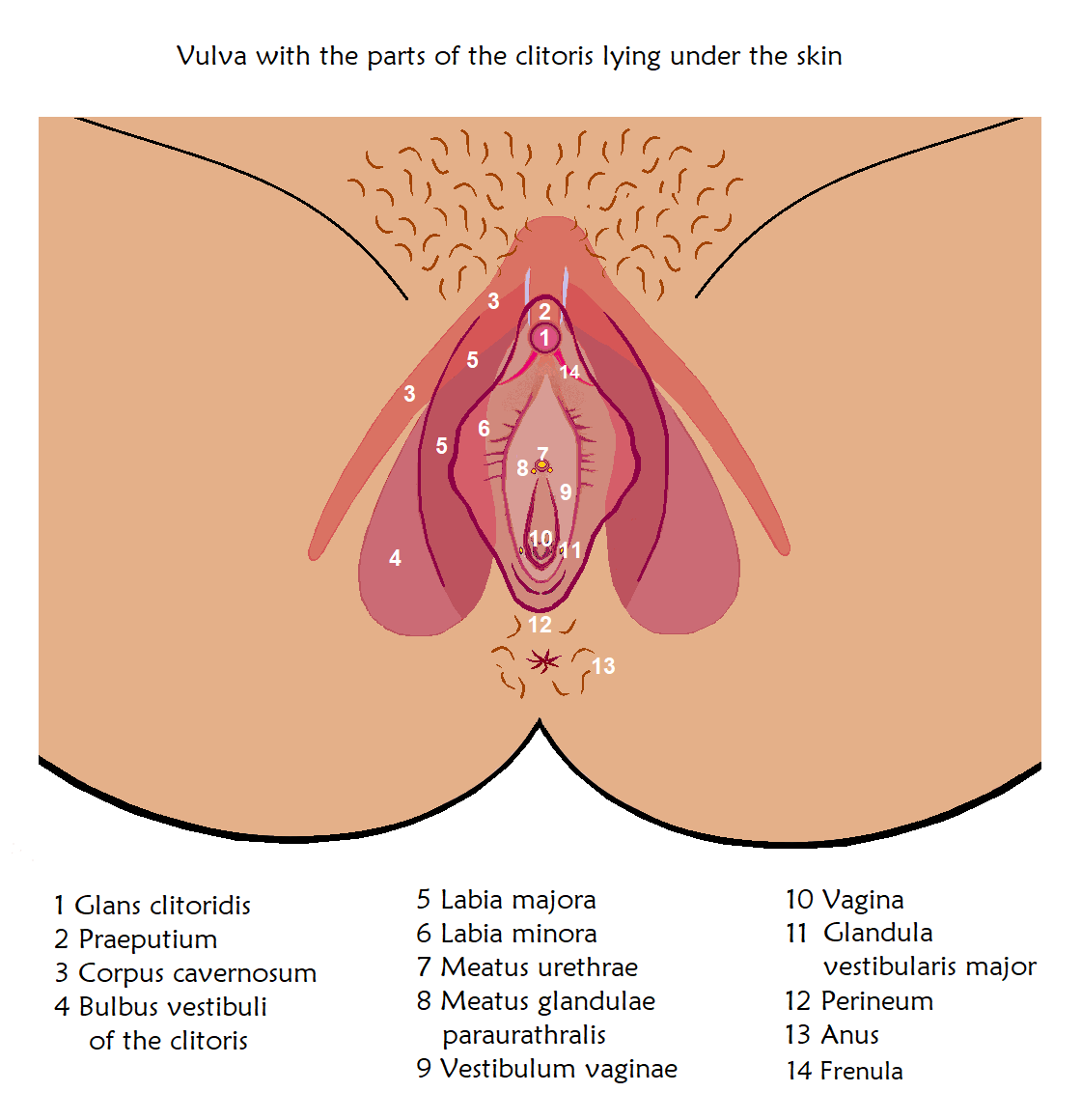
1 - glandul clitorisului; 2 - prepuțul clitorisului; 3 - corp cavernos; 4 - bulbii clitoridieni; 5 - labia mare; 6 - labia mică; 7 - meat urinar; 8 - orificiul glandelor lui Skene; 9 - vestibulul vaginal; 10 - vagin; 11 - orificiul glandelor Bartholin; 12 - perineu; 13 - anus; 14 - frâul clitorisului

Lindic este un cuvânt moștenit din limba latină, care provine din landica, atestat pentru prima dată în formă scrisă la sfârșitul secolului al II-lea e.n. Denumirea latină s-a păstrat doar în limba franceză veche, sub forma de landie sau landye, și în limba română (lindic). Termenul latin landica provine din cuvântul proto-indo-european *leh₂, care înseamnă „a ascunde”, asemănându-se cu latinescul lateō - „sunt ascuns”. Astfel, semnificația cuvântului lindic se referiră la poziția discretă (ascunsă) a clitorisului (mai exact a glandului clioridian) printre cutele tegumentare ale labiilor vaginale.
Cuvântul clitoris a pătruns în lexicul românesc prin intermediul limbii franceze, fiind împrumutat din limba latină. În limba latină, acest cuvânt a ajuns din greaca antică (κλειτορίς [clitoris]), înlocuind expresia landica, considerată obscenă. Pe parcursul istoriei, termenul a fost ortografiat în diferite moduri: kleitoris la Rufus (secolul I e.n.), kletoris la Pollux (secolul al II-lea e.n.), klitoris la Hesychius (secolul al VI-lea e.n.) și, în final, clitoris la Suidas (secolul al XI-lea). În prezent sunt propuse mai multe versiuni ale semnificației cuvântului „clitoris”: κλειτορίς, -ίδος (kleitorís, -ídos) – movilă sau deal mic; κλείο (kleio) – a închide, a ascunde; κλείς (kleis) – cheie.
În limba greacă veche există și alte cuvinte asemănătoare, care ar putea avea, probabil, proveniență comună:
- cleitorizein sau kleitorizein – atingere lascivă (plăcere senzuală);
- Kleitor (Cleitor, Clitorium) – oraș în Arcadia antică, fondat de Cleitor, localitate renumită pentru fântână a cărei apă avea gust de vin (în prezent, în Grecia există 2 localitățile cu numele Kleitor: un oraș din prefectura Arcadia și un sat din prefectura Ahaia);
- kleo – a sărbători, a lăuda;
- kleitos – glorios, proeminent, faimos, superb;
- Clitoris (Cleitor, Cletor) – fiica legendară a lui Myrmidon, fiul lui Zeus și Eurymedusa;

În 1678, botanistul german Georg Eberhard Rumphius, aflându-se în Asia de Sud-Est, a descris o nouă specie de plante din familia Fabacee pe care a denumit-o Flos clitoridis ternatensibus (Clitoria ternatea) - datorită asemănării externe a florii cu forma vulvei umane. Ulterior, au fost descrise mai specii grupate în genul Clitoria.

## Răspândire
Există puține cercetări cu privire la prezența clitorisului la diferite grupe de animale amniote. Totuși, se consideră că se întâlnește la toate speciile de mamifere. Clitorisul este foarte bine dezvoltat la fose, maimuțe, lemurieni și unele insectivore. La multe mamifere placentare, clitorisul prezintă un os special, fără a avea un rol evident. În afara grupului mamalian, organe erectile feminine au fost identificate la țestoase, crocodili și, mai rar, la unele păsări (precum struții, anatidele). La unele femele ale reptilelor scuamate, inclusiv varani, șopârle, a fost descrisă o structură erectilă numită hemiclitoris.

## Structură

### Morfologie
Clitorisul este de formă cilindrică, fiind alcătuit din 3 regiuni: rădăcină (sau peduncul), corp și gland. 

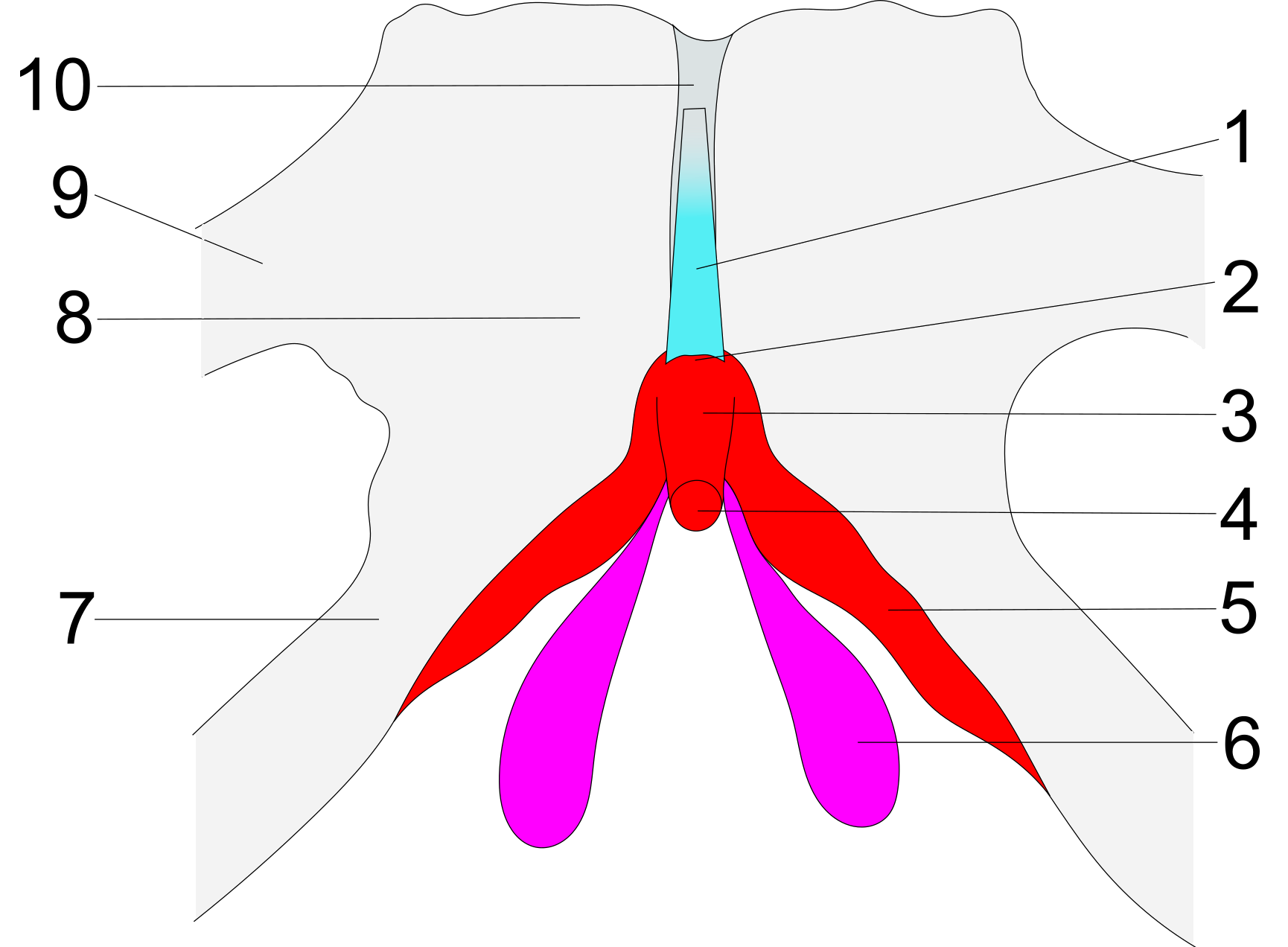
Inserția organelor erectile feminine pe oasele pelviene:
1 - Ligamentul suspensor al clitorisului; 2 - Genunchiul (unghiul) clitorisului; 3 - Corpul clitorisului; 4 - Glandul clitorisului; 5 - Rădăcina clitorisului; 6 - Bulb vaginal; 7 - Ramura ischio-pubiană; 8 - Osul pubian; 9- Ramura ilio-pubiană; 10 - Simfiză pubiană.

Extremitățile posterioare ale celor două rădăcini clitoridiene (crura clitoridis) sunt fixate pe fața internă a oaselor ramurilor ischiopubiene, fiind acoperite de mușchiul ischiocavernos. Totodată, suprafața rădăcinilor aderă intim la bulbii vestibulari – organe alcătuite din țesut spongios. Aceștia, la rândul lor, sunt în contact cu pereții laterali ai vaginului. Rădăcinile clitoridiene se îndreaptă oblic în sus și înăuntru, unindu-se sub marginea inferioară a simfizei pubiene formând corpul clitorisului.

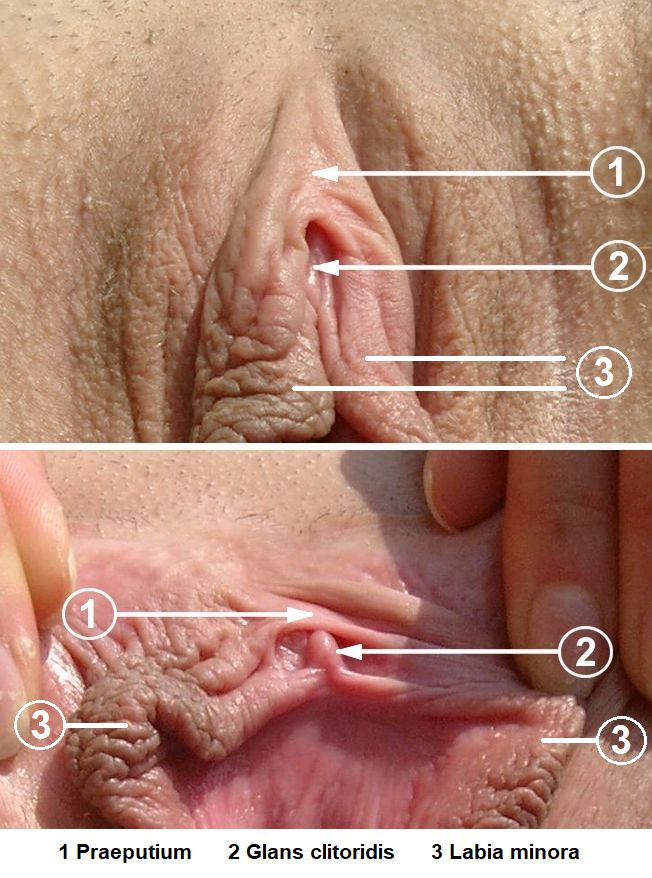
Structurile vizibile ale clitorisului
1 - Prepuț
2 - Gland

Corpul clitorisului (corpus clitoridis) este atașat de simfiza pubiană printr-un ligament suspensor (ligamentum suspensorium clitoridis). Acesta se îndreaptă ascendent pe fața anterioară a simfizei și se sudează pe linia mediană a unghiul clitoridian. Corpul se termină printr-o extremitate proeminentă, care poartă denumirea de gland clitoridian (glans clitoridis). Corpul clitorisului nu este vizibil, dar poate fi palpabil la extremitatea superioară a labiilor mici.
Glandul (glans clitoridis) reprezintă extremitate anterioară, liberă a clitorisului, având formă conică și rotunjită. Este alcătuit din țesut erectil, cu multe ramificații arteriale, acoperit de epiteliu pluristratificat pavimentos, slab cornificat. Epiteliul glandului conține aproximativ 8000 de corpusculi senzitivi genitali (copusculii voluptății), fiind una din cele mai sensibile zone ale corpului feminin. Glandul este amplasat în locul fuziunii extremităților anterioare ale labiilor mici, în fața orificiului urinar.
Glandul și corpul clitorisului sunt acoperiți pe partea superioară de un pliu tegumentar format din prelungirile anterioare ale labiilor mici formând prepuțul (preputium clitoridis) sau capișonul. Inferior, față de gland, se află un alt pliu tegumentar - frâul clitorisului (frenulum clitoridis). Învelișul tegumentar clitoriadian, la fel ca și labiile mici, sunt extrem de bogate în terminații nervoase și vase sangvine.

#### Dimensiuni
Clitorisul poate avea o lungime totală de până la 10 cm (inclusiv 3–5 cm – lungimea rădăcinilor) și 0,5-0,7 cm în grosime. Datele unui studiu din 1992, au arătat că lungimea sumară a glandului și corpului constituie 1,6 cm ± 0,4 cm. Cercetătorii de la spitalul „Elizabeth Garrett Anderson and Obstetric” din Londra au măsurat dimensiunile ale mai multor structuri ale organelor genitale externe (labii, clitoris etc.) la 50 de femei cu vârste cuprinse între 18 și 50 de ani (media fiind de 35,6 ani), în anii 2003 – 2004, au obținut următorul rezultat pentru lungimea glandului clitorisului: 0,3-1,0 cm (media - 0,5 cm).

### Anatomie

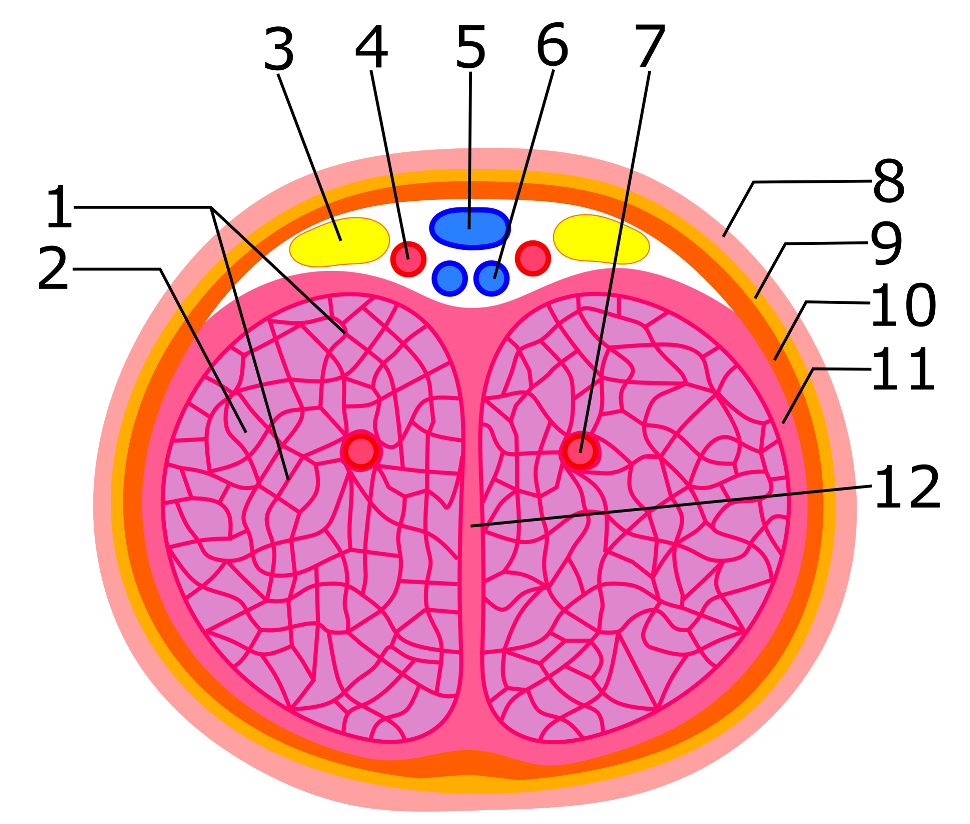
Secțiune transversală prin corpul clitorisului (segmentul descendent):
Corpii cavernoși:
1 - Trabecule;
2 - Cavernă (lacună);
Vase și nervi:
3 - Nervul dorsal al clitorisului;
4 - Artera superficială a clitorisului;
5 - Vena dorsală superficială;
6 - Vena dorsală profundă;
7 - Artera profundă a clitorisului;
Învelișuri:
8 - Piele;
9 - Țesut subcutanat;
10 - Fascia clitorisului;
11 - Tunica albuginea;
12 - Septul median al corpului clitorisului

Clitorisul este alcătuit din doi corpi cavernoși (corpus cavernosum) constituiți din țesut erectil, acoperiți de tunica albuginea și fascia clitoridiană – membrane fibro-elastice.
Tunica albuginea nu este o structură rigidă, grosimea se micșorează în timpul tumescenței (erecției) clitorisului, ca urmare a dilatării corpilor cavernoși, și se mărește (revine la normal) în starea de flaciditate. Totuși, extinderea tunicii are o anumită limită.
De la albuginea pornesc sisteme ramificate de trabecule care se intersectează în toate direcțiile, alcătuind „scheletul fibros” al corpilor cavernoși. Trabeculele sunt elastice, formate din fibre conjunctive colagene, fibre musculare netede și ramificații ale vaselor sangvine. Fibrele musculare netede sunt dispuse longitudinal și transversal, formând mănunchiuri musculare interconectate. În țesutul conjunctiv al pereților trabeculari se găsesc numeroase terminații nervoase. Trabeculele formează un sistem de caverne care comunică între ele, alcătuind un adevărat labirint cavernos.
În starea flacidă (relaxată) a clitorisului, fibrele de colagen au proprietatea de a se ondula, iar fibrele musculare sunt contractate, menținând pereții cavernelor (trabeculele) plisați. Arterele din pereții trabeculari sunt sinuoase și au o dispunere spiraliformă, fiind numite artere helicine. În timpul excitației sexuale, sub acțiunea neurotransmițătorul oxidului nitric (NO), musculatura netedă se relaxează, fibrele conjunctive și arterele helecine se întind.
Cavernele reprezintă cavități lacunare anfractuoase care se pot umple cu sânge determinând erecția. Suprafața internă a cavităților este tapetată cu endoteliu, asemănător cu cel al vaselor sangvine. Cavernele îndeplinesc rolul unor anastamoze arteriovenoase – conexiune între artere și vene. Dimensiunile și formele cavernelor din corpii cavernoși variază foarte mult. Cel mai des, cavenele clitoridiene sunt de formă poliedrică, înguste și alungite, mai rar circulare sau ovale. Dimensiunea cavernelor este mai mare în centrul corpilor cavernoși, în apropierea arterelor cavernoase, și se micșorează spre periferie. Totodată, cavitățile cavernoase sunt relativ mai mari la nivelul rădăcinilor și se micșorează la nivelul corpului, însă fără scăderea numărul lor.

### Vascularizație
Vasele sanguine ale clitorisului au un rol dublu. Pe lângă aprovizionarea cu oxigen și nutrienți a țesuturilor clitoridiene, circulația sangvină este implicată și în funcționalitatea erectilă a corpilor cavernoși. 
Rețeaua arterială este alcătuită din artera profundă a clitorisului și artera dorsală a clitorisului. Arterele provin din ramurile arterei pudendale interne, care este una din ramurile arterei hipogastrice. Artera pudendală urmează același traseu ca și nervul pudendal. Arterele profunde se desprind din artera dorsală a clitorisului, se ramifică în capilare care vascularizează structurile trabeculare ale țesutului erectil și se deschid în spațiile lacunare (caverne). Artera dorsală este ramura terminală a arterei pudendale interne. Din artera dorsală pornesc ramuri perpendiculare (circumflexe) care înconjoară corpul clitorisului și continuă până la gland. Prepuțul și frâul sunt irigate de aceleași artere ca și labiile mici. Arterele labiale reprezintă ramuri distale ale arterelor perineale superficiale și pudendale externe.
Sângele venos de la clitoris provine din scurgerea corpilor cavernoși și a venelor subalbugineale. Astfel, sângele venos este dirijat, prin vena dorsală profundă, în plexul venos vezicular și, prin vena profundă a clitorisului, în vena pudendală internă. Vena profundă se formează prin joncțiunea venulelor corpilor cavernoși. Această venă poate fi unică sau divizată în două vene suprapuse. Venă clitorală profundă se revarsă în plexul venos Santorini. Venele dorsale superficiale ale clitorisului sunt drenate spre vena femurală. În aceste vene se deschid vasele sangvine care vin dinspre gland și corp.
Vasele limfatice formează numeroase anastomoze bilaterale, conduc spre nodurile inghinale superficiale din triunghiul lui Scarpa situat la baza coapsei. Limfaticele glandul clitorisului merg spre nodurile inghinale profunde și iliace externe.

### Inervație
Inervația clitorisului este furnizată de nervul dorsal care este o ramură a nervului pudendal intern și nervul cavernos - componenta vegetativă provenită din plexul hipogastric.

## Fiziologie

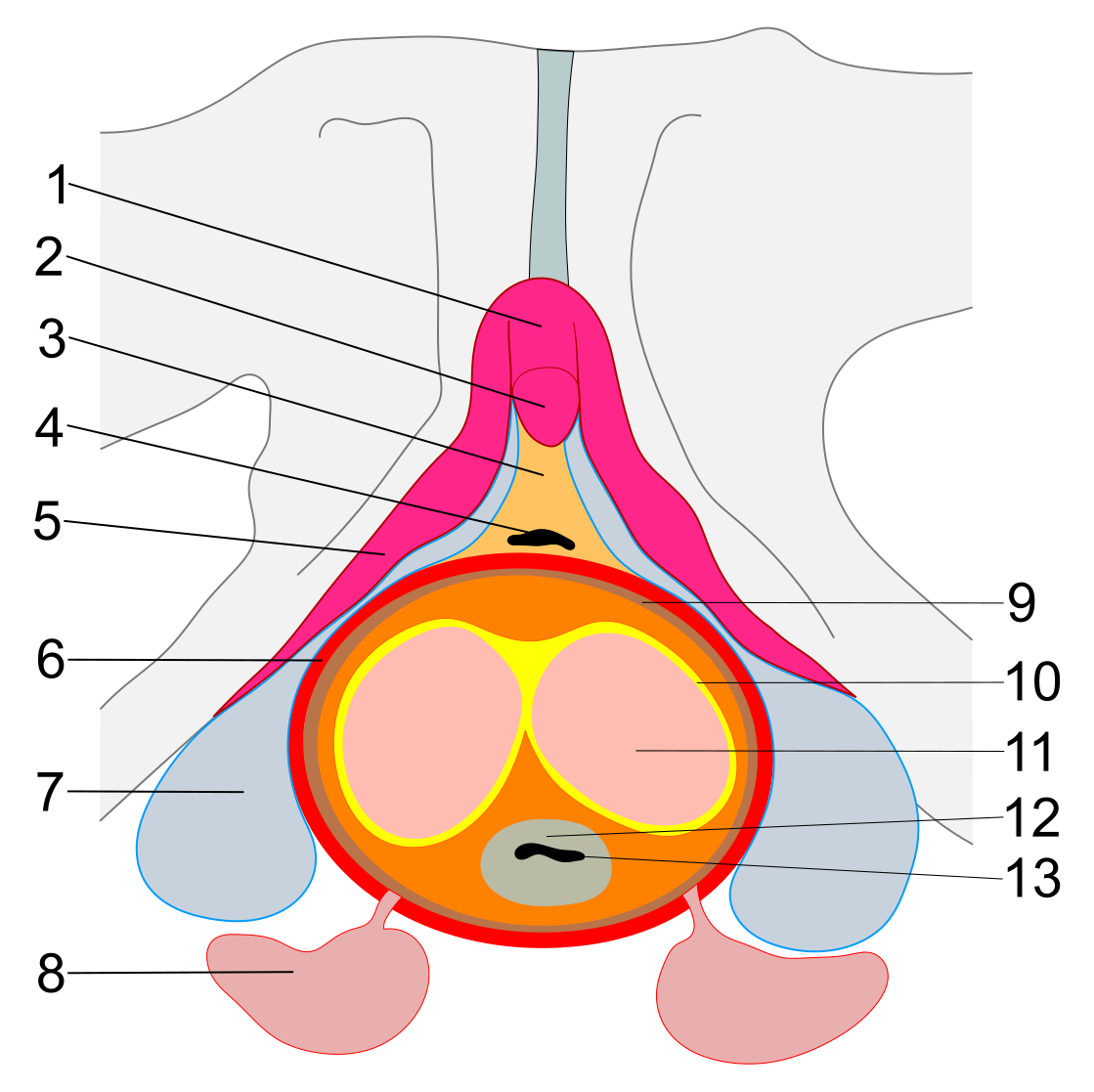
Secțiune prin organele genitale masculine și feminine în momentul intromisiunii:
1 - Corpul clitorisului; 2 - Glandul clitorisului; 3 - Partea anterioară a vestibulului vaginal; 4 - Orificiul urinar feminin; 5 - Rădăcina clitorisului; 6 - Vagin; 7 - Bulb vestibular; 8 - Glanda vestibulară mare; 9 - Învelișurile externe ale penisului; 10 - Tunica albuginea a penisului; 11 - Corpul cavernos al penisului; 12 - Corpul spongios al penisului; 13 - Uretra masculină

Clitorisul constituie nucleul senzațiilor sexuale feminine, fiind destinat exclusiv plăcerii, fără a avea vreun rol în procreare. Totuși, din cauza dimensiunilor reduse, importanța sa a fost subestimată de către femei și bărbați, până la mijlocul secolului XX.

### Răspuns sexual
Echipa creată de către din William H. Masters și Virginia E. Johnson, a fost pionieră în cercetarea fiziologică a răspunsului sexual uman. Conform acestor studii, ciclul răspunsului sexual feminin (ca și cel masculin) prezintă particularități fiziologice ce pot alcătui patru faze: 
- Faza de excitație, cu o durată variabilă;
- Faza de platou, durează maxim 3 minute;
- Faza orgasmică, durează câteva secunde;
- Faza de rezoluție, durează până la 15 minute.

În momentul excitării, clitorisul se mărește în dimensiuni și devine erect prin vasoconstricția venelor de către mușchii care blochează sângele în cavitățile lacunare ale corpilor cavernoși. Erecția debutează în faza de excitație a răspunsului sexual, condiționată de stimularea receptorilor senzitivi ai organelor genitale sau a psihicului, în timpul actului sexual sau a masturbării. În acest proces sunt implicate terminațiile nervoase vegetative din trabeculele corpilor cavernoși și capilarele acestora. Concomitent, sistemul nervos simpatic este inhibat.
Excitația sexuală a femeii este declanșată de gândurile erotice, stimularea zonelor ereogene (inclusiv clitorisul), însoțite de secreția de hormonului dopamină.
Anne Koedt în eseul „Mitul Orgasmului Vaginal” (1969) tratează problema genezei și intensității orgasmului feminin, localizându-l exclusiv în clitoris. Totuși, stimularea directă clitorisului nu este unica modalitatea de atingere a orgasmului feminin. Procesele fiziologice în timpul actului sexual sunt individuale și nu se poate formula o regulă generală asupra modului de atingere a orgasmului.
Excitația sexuală la femei are loc prin atingerea, mângâierea sau efectuarea masării a zonelor erogene: gât, umeri, sâni (mamelon), regiunii perineale, a organelor sexuale etc. Glandul clitorisului are un rol special în crearea senzației de extaz. Impulsurile sexuale parvenite de la organele genitale sunt transmise către regiunea sacrală a măduvei prin intermediul nervul pudendal și plexul sacral. În continuare, impulsurile sexuale sunt transmise către telencefal (creier). Țesutul erectil clitoridian, care înconjoară vaginul ca o potcoavă, este gestionat de nervi parasimpatici. 

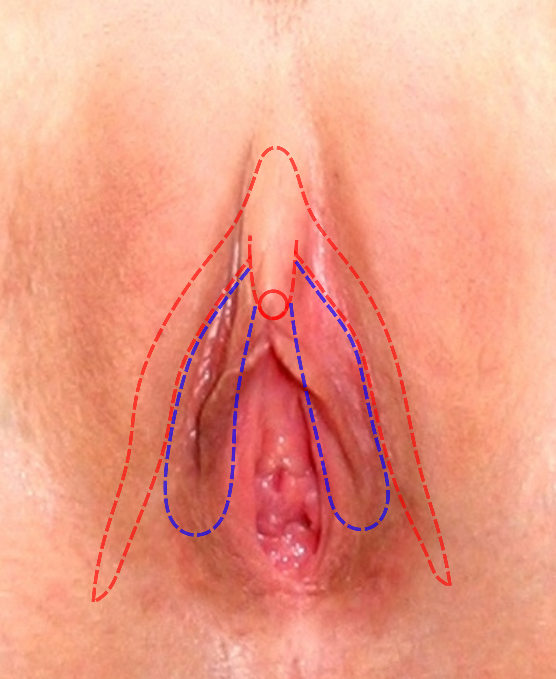
Amplasarea clitorisului (linie roșie)

În faza de excitație a răspunsului sexual, nervii parasimpatici coordonează dilatarea arterelor, permițând acumularea sângelui în țesutul erectil al clitorisului și în bulbii vestibulari. Odată cu dilatarea aparatului erectil feminin se îngustează partea inferioară a vaginului (orificiul vaginal). În așa mod, pereții vaginali cuprind strâns penisul în timpul actului sexual, intensificând excitația bărbatului și favorizând producerea ejaculării spermei. Glandele Bartholin și epiteliul vaginal elimină lichid lubrifiant pentru a ușura pătrunderea penisului și a preveni iritația mecanică a vaginului în timpul penetrării. Secreția lubrifiantă are un rol și în crearea unei senzații de masare plăcută a vulvei și vaginului, și declanșarea reflexelor ce vor culmina cu atingerea orgasmul. În timpul orgasmului, mușchii perineali, ai anusului și ai vaginului, inclusiv clitorisul, se contractă și pulsează în unison.

### Erecție
Terminațiile nervoase parasimpatice ale corpilor cavernoși și spongioși conțin neuroni nitrergici și peptidergici, astfel încât vasodilatația neurogenă a arterelor este mediată și de oxidul nitric (NO) și de diverse peptide, cum ar fi peptidul intestinal vasoactiv. Efectul principal al proceselor enzimatice inițiate de oxidului nitric este creștere considerabilă a fluxului sangvin în spațiilor cavernoase datorită relaxării fibrelor musculare netede ale trabeculelor și ale arterelor clitoridiene, și extinderea fibrelor conjunctive care sunt ondulate. Umplerea cavernelor începe în cavitățile din apropierea arterelor cavernoase continuând spre tunica albuginea. Corpii cavernoși devin intumescenți ca urmare a extinderii țesutul erectil, la nivelul rădăcinii și corpului, și a subțierii tunicii albuginea.
Totodată, fenomene similare apar și în țesutul spongios al bulbilor vestibulari. Bulbi sunt umpluți cu sânge provenit din corpii cavernoși prin intermediul anastomozelor venoase bulbo-clitorale directe și în urma creșterii fluxului de sânge în organele sexuale.
Sinusoidele cavernoase și spongioase se umplu foarte rapid cu sânge și se produce o stază venoasă, blocarea drenajul sangvin, din cauza comprimării cavernelor periferice. Când extinderea albugineei este maximă și nu mai există spațiu în caverne pentru sânge, clitorisul devine compact, dur și apare erecție glandului și a corpului său. La început, glandul se umflă și iese de sub prepuț devenind vizibil. Însă, odată cu creșterea erecției, glandul se ascunde sub pielea pliurilor tegumentare ale labiilor. De asemenea, se poate palpa dilatarea și rigiditatea porțiunea descendentă a corpului clitoridian, acoperită de prepuț.

### Stimulare sexuală
Conform unor studii, 70-80% dintre femei necesită stimulare clitorisului pentru obținerea orgasmului.
Stimularea sexuală a clitorisului poate fi directă sau indirectă. Stimularea directă se manifestă prin atingerea, mângâierea manuală sau peniană, sărutarea prepuțului și glandului clitoridian. Stimularea indirectă are loc în timpul penetrării vaginale prin implicarea formațiunilor vulvare: tragerea labiilor vaginale mari și mici, presarea vestibulului vaginal. Când vaginul este penetrat, are loc stimulare clitorisului, prin presiunea exercitată de către penis asupra pereților vaginului, care apasă pe bulbii vestibulari și, respectiv, pe rădăcinile clitorisului.

## Dezvoltare
În stadiul embrionar dezvoltarea organelor genitale la ambele sexele este identică. Către a 4-a — a 5-a săptămâna de dezvoltare intrauterină, din mezenchim se face vizibil tuberculul genital, plicile genitale și eminențele genitale semilunare din care vor apărea genitaliile externe. Începând cu săptămâna a 9-a din tuberculul genital se dezvoltă clitorisul. La fetițe nou-născute, clitorisul este încurbat și relativ lung, datorită influenței hormonilor sexuali feminin originari din placentă. Odată cu diminuarea concentrației hormonilor sexuali, clitorisului se oprește în dezvoltare și crește proporțional cu corpul fără a suferi schimbări până la pubertate. La debutul maturizării, secreția hormonilor feminin de către ovare și, într-o mică măsură, a testosteronului sintetizat de către glandele suprarenale, determină dezvoltarea normală a clitorisului și funcționarea receptorilor nervoși ai sensibilității erotice.

## Omologie
Clitorisul poate fi omologat doar cu corpurile cavernoase ale penisului, manifestând următoarele similarități: 
- prezintă 3 regiuni distincte: cap - bogat în terminații nervoase, corp și două rădăcini aderente la ramura ischio-pubiană a bazinului;
- corpurile cavernoase sunt înfășurate de tunica albuginea și formează septul median la nivelul fuziunii celor două rădăcini într-un singur corp;
- tunica albuginea este acoperită de fascii conjunctive unite, prin intermediul ligamentului suspensor, de simfiza pubiană;
- sistemele nervos și circulator prezintă ramificații similare.

Deosebirile constau în:
- dimensiunea redusă a clitorisului, comparativ cu cea a corpurilor cavernoase ale penisului;
- menținerea unghiului corpului clitoridian chiar și în timpul tumescenței, la bărbați acest unghi dispare odată cu erecția;
- corpul spongios este divizat, la femeie, de către vagin, formând o structură dublă denumită bulbii vestibulari, în timp ce la bărbat alcătuiește o formațiune integră - bulbul penisului care continuă în glandul penian (totuși bulbii vestibulari sunt legați de clitoris printr-un plex venos la nivelul glandului și a porțiunii prenupțiale ale corpului clitoridian, din acest motiv în unele publicații se argumentează că bulbii vestibulari și clitorisul formează un singur organ, numit: organ bulbo-clitoral).
- clitorisului nu este implicat în procesul micțiunii, deoarece uretra este un canal separat, spre deosebire de bărbat, la care uretra străbate penisul.

## Malformații și maladii

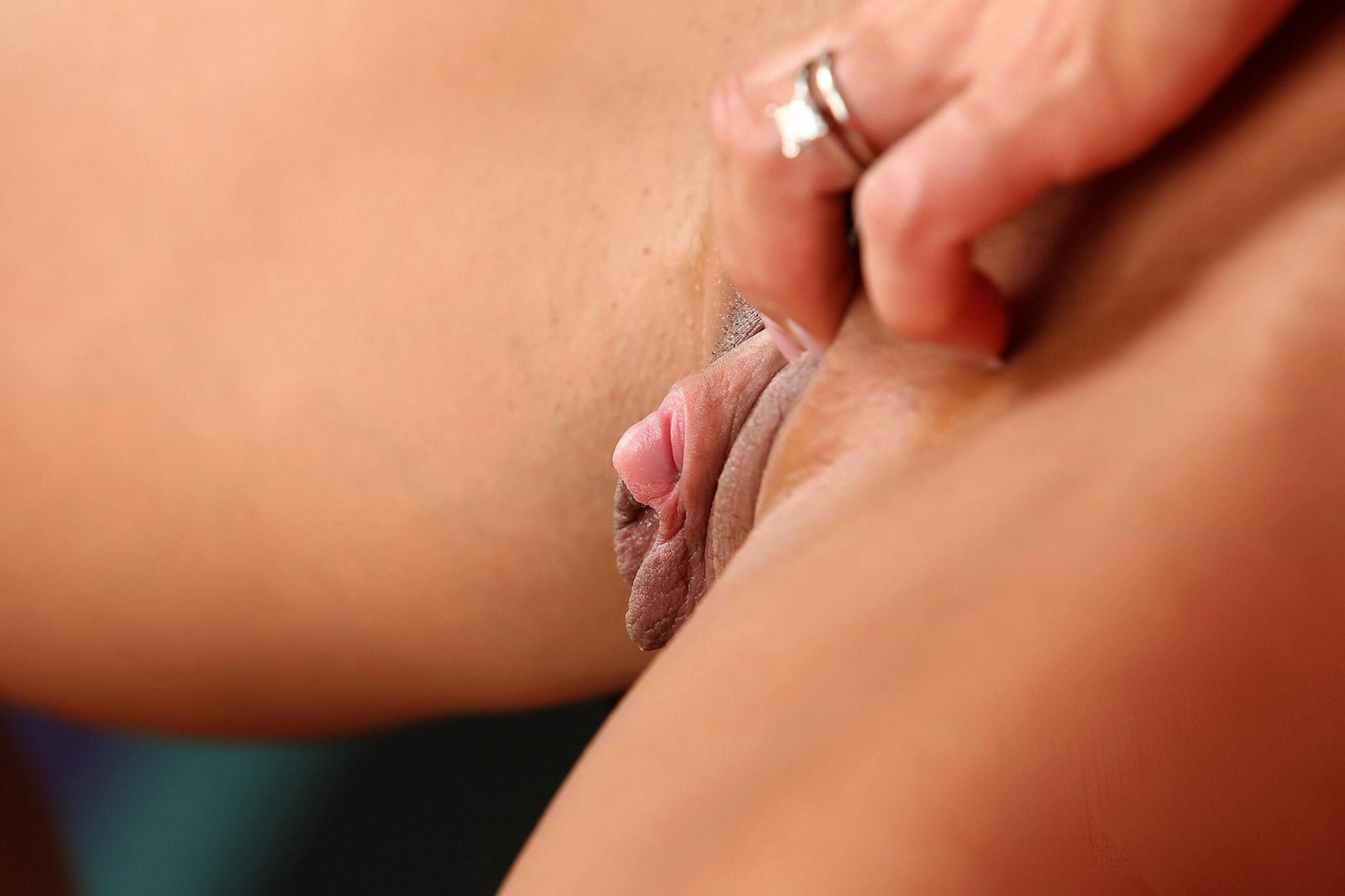
Hipetrofie clitoridiană

- Clitoromegalie (hipetrofia clitorisului) – hiperdezvoltare anormală a clitorisului sub influența excesului de hormoni androgeni.[25][26]
- Hipoplazie – dezvoltare incompletă sau insuficientă a clitorisului.
- Fimoză – imposibilitatea de retracție a pielii prepuțului, împiedicând dezvelirea glandului clitoridian.[27]
- Afalie – malformație congenitală în care clitorisul este complet absent.[28]
- Priapism – este o afecțiune manifestă prin erecție prelungită, în ciuda absenței a stimulării sexuale, însoțită de dureri în regiunea adiacentă.[29]